# Stazione di Seveso
La stazione di Seveso è una stazione ferroviaria, gestita da Ferrovienord, della linea Milano-Asso e ubicata nell'omonimo comune. Dalla stazione si dirama la breve linea per Camnago.
Nel 2005 sono transitati per la stazione di Seveso 1.740.084 viaggiatori, il 6,3% in più rispetto al precedente biennio.

## Storia

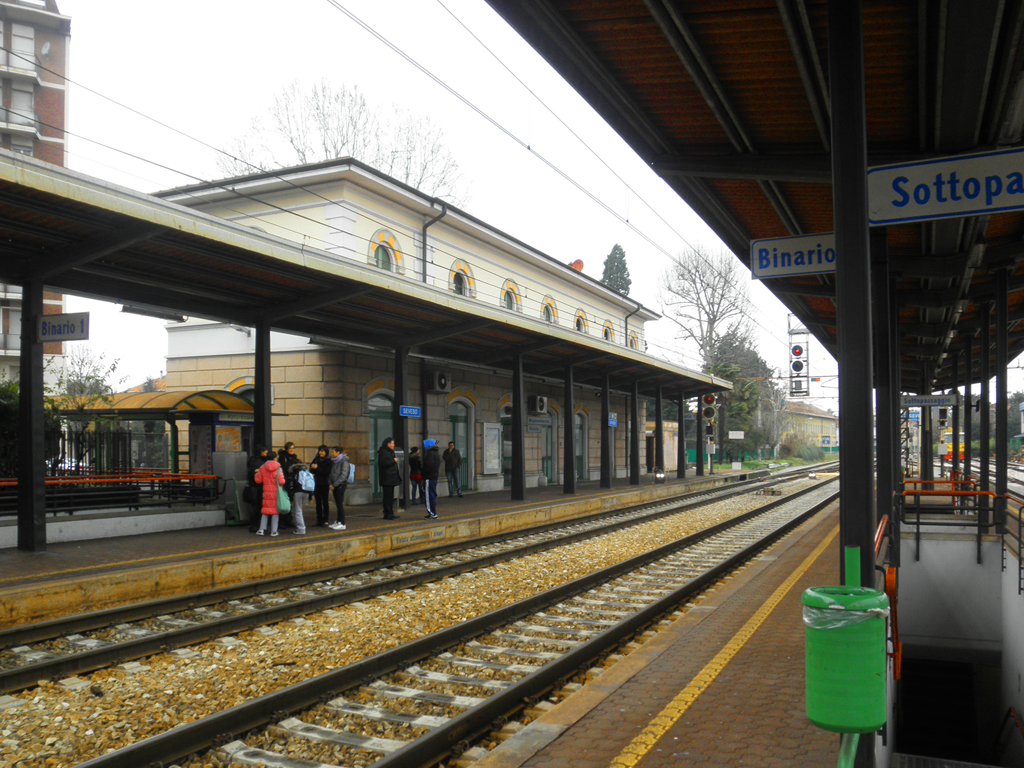
Il piazzale binari prima del 2015

La stazione, chiamata inizialmente San Pietro Martire, fu aperta il 27 settembre 1879 assieme al tronco ferroviario della Milano-Erba proveniente da Bovisio Masciago. Il 28 giugno dell'anno seguente fu aperta all'esercizio la diramazione per la stazione di Camnago, posta sulla linea Milano-Chiasso, a quel tempo esercita dalla SFAI.
Nel 1929 la linea fu elettrificata fino a questa stazione: fino al 1945 i treni a trazione elettrica provenienti da Milano si arrestavano a Seveso, mentre le locomotive a vapore proseguivano lungo il resto della linea.
Fu danneggiata durante la Seconda Guerra Mondiale da un aereo “Pippo“, che fece esplodere una locomotiva in sosta lungo i binari.
La stazione, pur ampliata e ristrutturata nel corso degli anni, mantiene ancora l’aspetto originale. Nel 2015, in previsione dell’Esposizione Universale, furono abbattute le barriere architettoniche della stazione, dotandola di ascensori e di banchine rialzate.
Nel mese di luglio del 2023 si sono conclusi i lavori di rifacimento degli spazi interni ed esterni realizzate sulla base delle nuove linee guida per gli interventi di riqualificazione approvati da Regione Lombardia. Le linee guida approvate da Regione Lombardia per gli interventi di rifacimento delle stazioni forniscono indicazioni in particolare su: coperture, facciate, serramenti, sale d’attesa, sottopassi pedonali/rampe di accesso, pensiline, accessibilità di stazione (lve, mappe tattili) e altri locali/fabbricati collegati.
L’intervento ha visto la ristrutturazione del tetto e della facciata, la riqualificazione della sala d’attesa – completamente rinnovata nelle pareti, pavimentazione, controsoffitto, illuminazione e serramenti – la sostituzione degli arredi esterni (panchine, cestini e bacheche) e della segnaletica presente, il rifacimento del sottopasso di stazione. In autunno 2023 saranno sostituiti i corrimani nel sottopasso e installate le ultime panchine in banchina.

## Strutture e impianti
Il fabbricato viaggiatori è un edificio in stile liberty a due livelli fuori terra. Verso il lato campagna è presente un corpo aggiuntivo, anch'esso a due livelli. Dall'esterno, le aperture poste al piano terra sono ornate da archi a sesto ribassato, mentre le finestre, allineate simmetricamente alle prime, presentano archi a tutto sesto.
Il piazzale è composto da quattro binari, adibiti al servizio passeggeri e per questo accessibili all'utenza tramite banchine, a loro volta protette dagli agenti esterni con delle pensiline in muratura.
All'interno dell'area della stazione, nei pressi dei binari tronchi, utilizzati per la sosta e il rimessaggio dei rotabili, è presente una palazzina a due piani adibita ad uffici.

## Movimento
L'infrastruttura è servita sia dal servizio ferroviario regionale Trenord della linea Milano-Asso, sia dalle linee S2 e S4 del servizio ferroviario suburbano di Milano.                     Al momento la linea S2 ha capolinea la stazione di Seveso.

## Servizi
- Biglietteria a sportello
- Biglietteria automatica
- Sala d'attesa